# 도쿄 아쿠아틱스 센터
도쿄 아쿠아틱스 센터(일본어: 東京アクアティクスセンター, 영어: Tokyo Aquatics Center)은 도쿄도 고토구 다쓰미의 다쓰미노모리 해변공원에 위치한 수영 경기장이다. 2017년 4월 착공해 2020년에 완공됐다. 2020년 도쿄 올림픽의 수영 종목과 다이빙, 아티스틱스위밍 종목이 열렸고, 2020년 도쿄 패럴림픽의 수영 종목도 이곳에서 열렸다.
경기장 내에는 두 개의 수영장과 다이빙용 수영장을 갖추고 있다. 경기장 지붕은 160m x 130m 크기에 10m 두께이며 약 7,000톤에 달하는 거대한 규모로, 지상에서 조립되어 37m 높이까지 끌어올려 고정하는 식으로 건설되었다. 올림픽과 패럴림픽이 치러진 이후에는 수용규모를 약 5000명으로 줄이고 일본 선수권대회나 유스 올림픽, 기타 국제 대회 같은 대규모 대회에 활용되는 것은 물론, 일반 시민들에게도 개방될 전망이다.
건설 당시 가칭은 '올림픽 아쿠아틱스 센터' (Olympic Aquatics Center)였으나, 2018년 10월 23일 지금의 이름으로 바뀌었다.

## 건설
2017년 4월 착공되어 2019년에 공사가 마무리되었으며, 도쿄도 재무국 건축보존부 올림픽·패럴림픽 시설정비과에서 설계를 맡았다. 공사비용은 약 5670억엔으로 집계되었다. 2018년 공사 도중 KYB 사의 면진용 댐퍼 제품에 대한 데이터가 조작되었다는 사실이 드러나, 경기장 건설 과정에서 쓰인 KYB사의 유압유 댐퍼도 교체되는 사건이 있었다.
2020년 3월 개장과 동시에 유스 올림픽컵에도 사용되고 같은 해 열릴 예정이었던 도쿄 올림픽과 패럴림픽의 수영 경기장으로 사용될 예정이었지만, 일본의 코로나19 범유행으로 유스 올림픽컵은 취소되고 올림픽과 패럴림픽도 2021년으로 개최가 연기되면서 개장이 연기되었다. 이후 2020년 10월 26일 별도의 무관중 개막 경기와 함께 개장하였다.

## 사진

공사 기록
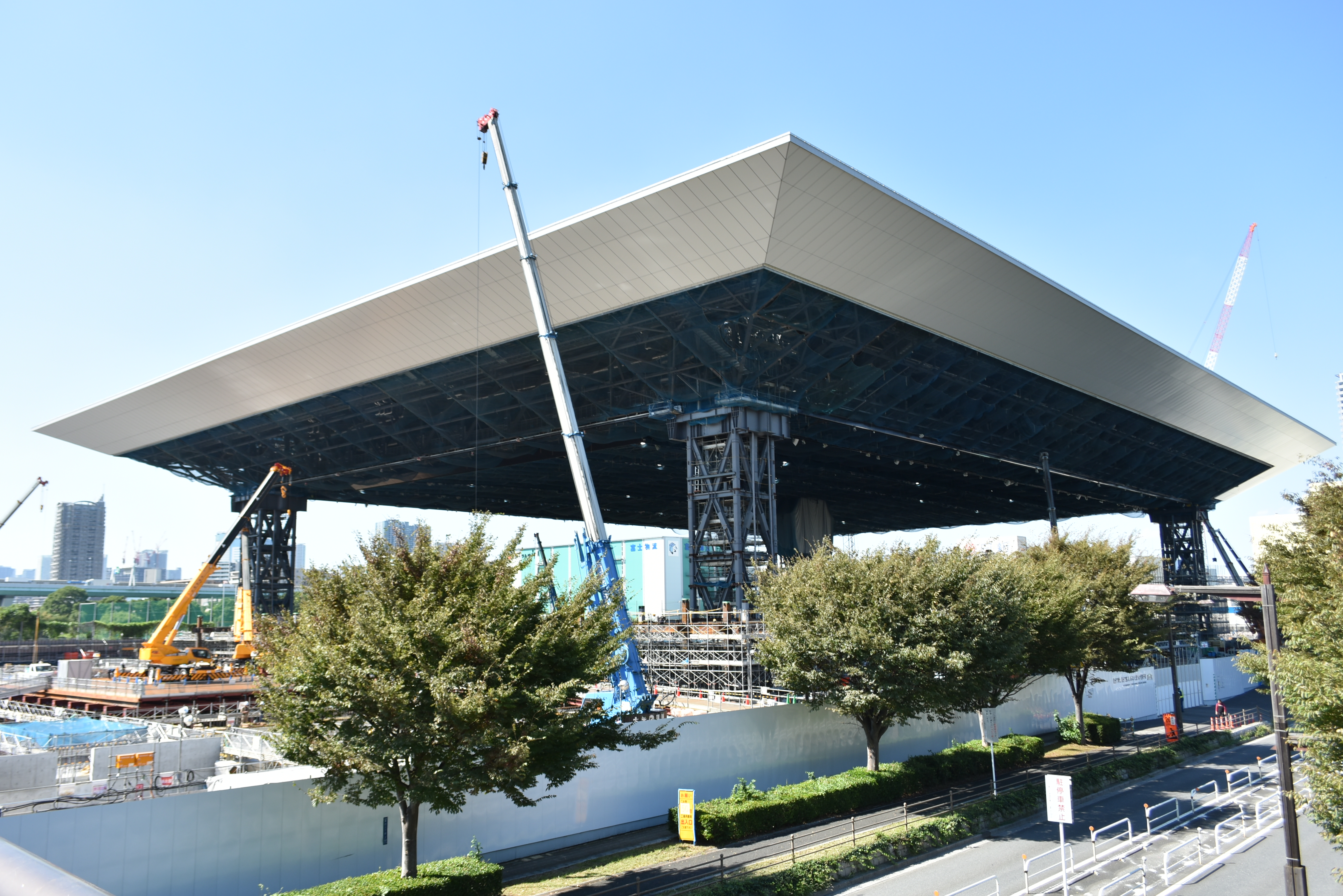
2018년 9월 28일
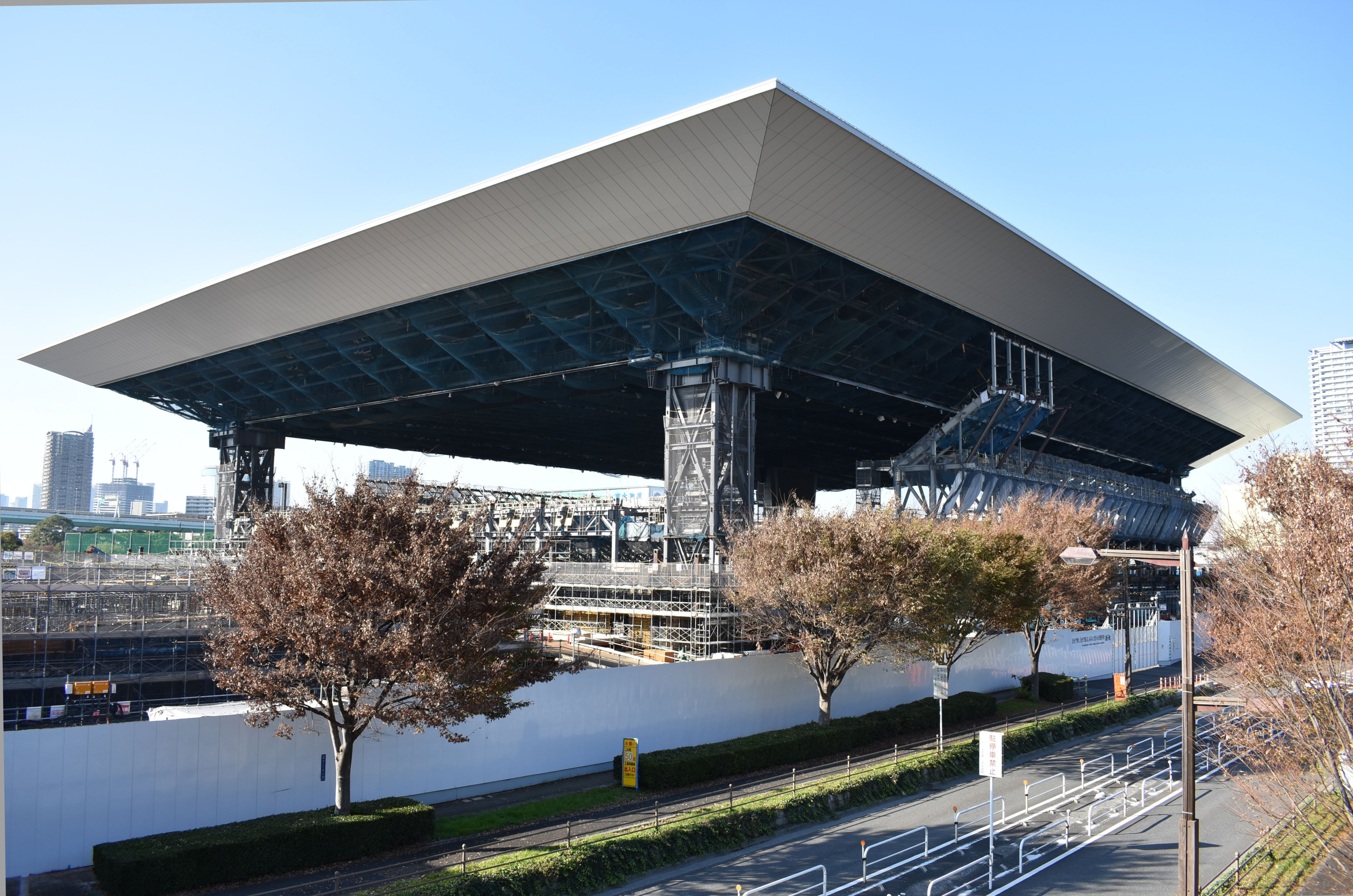
2018년 11월 25일
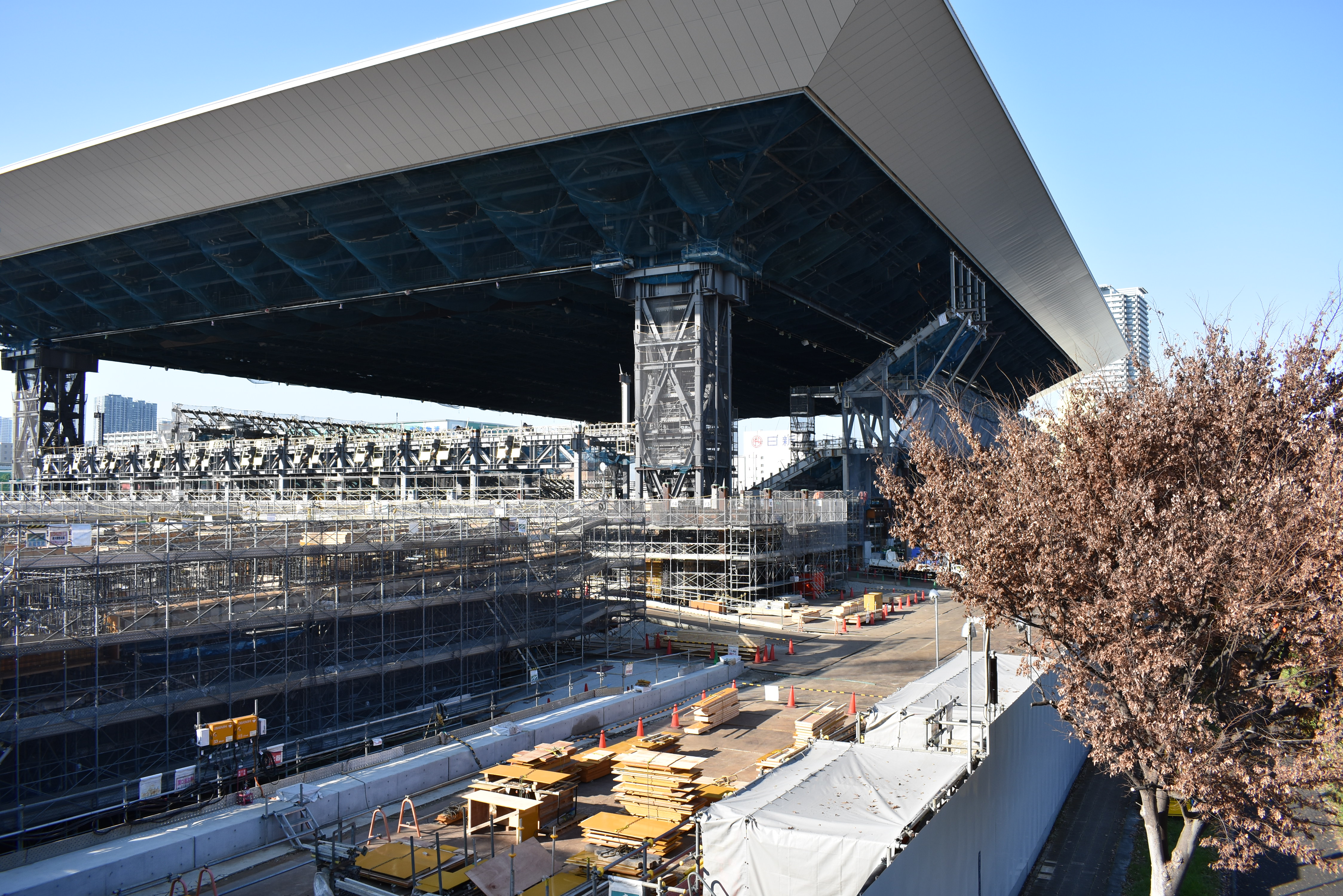
2018년 11월 25일
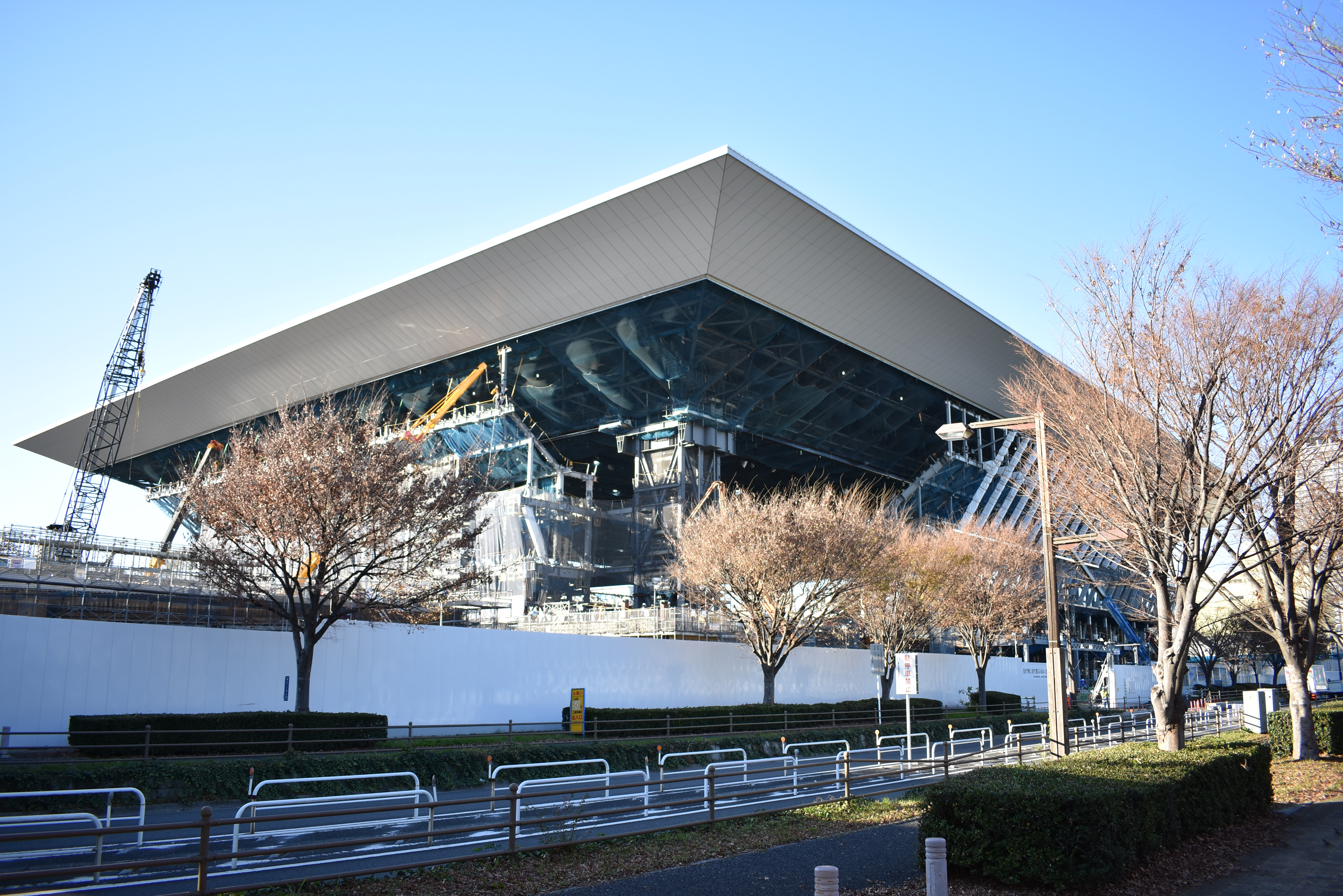
2018년 12월 19일
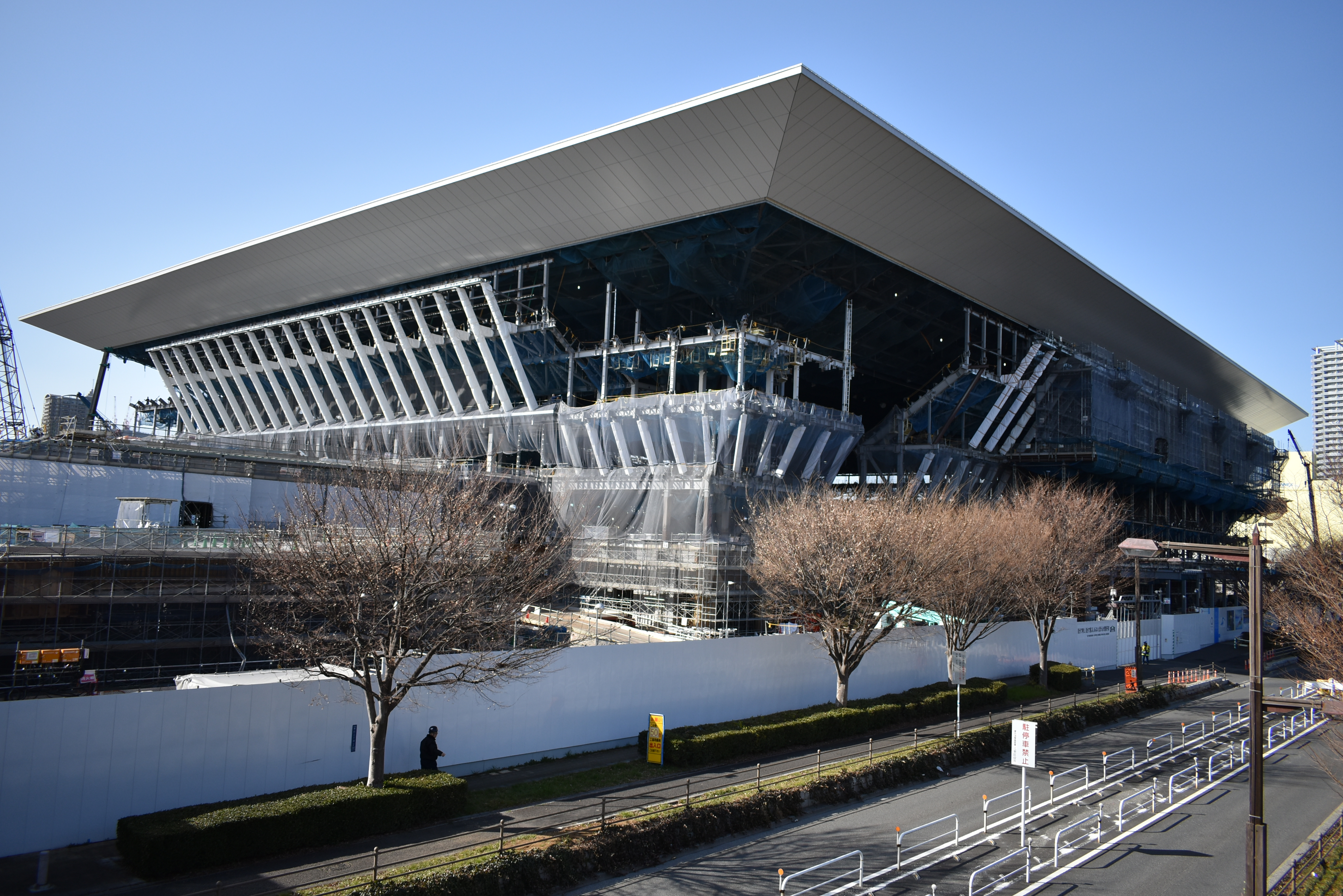
2019년 2월 21일
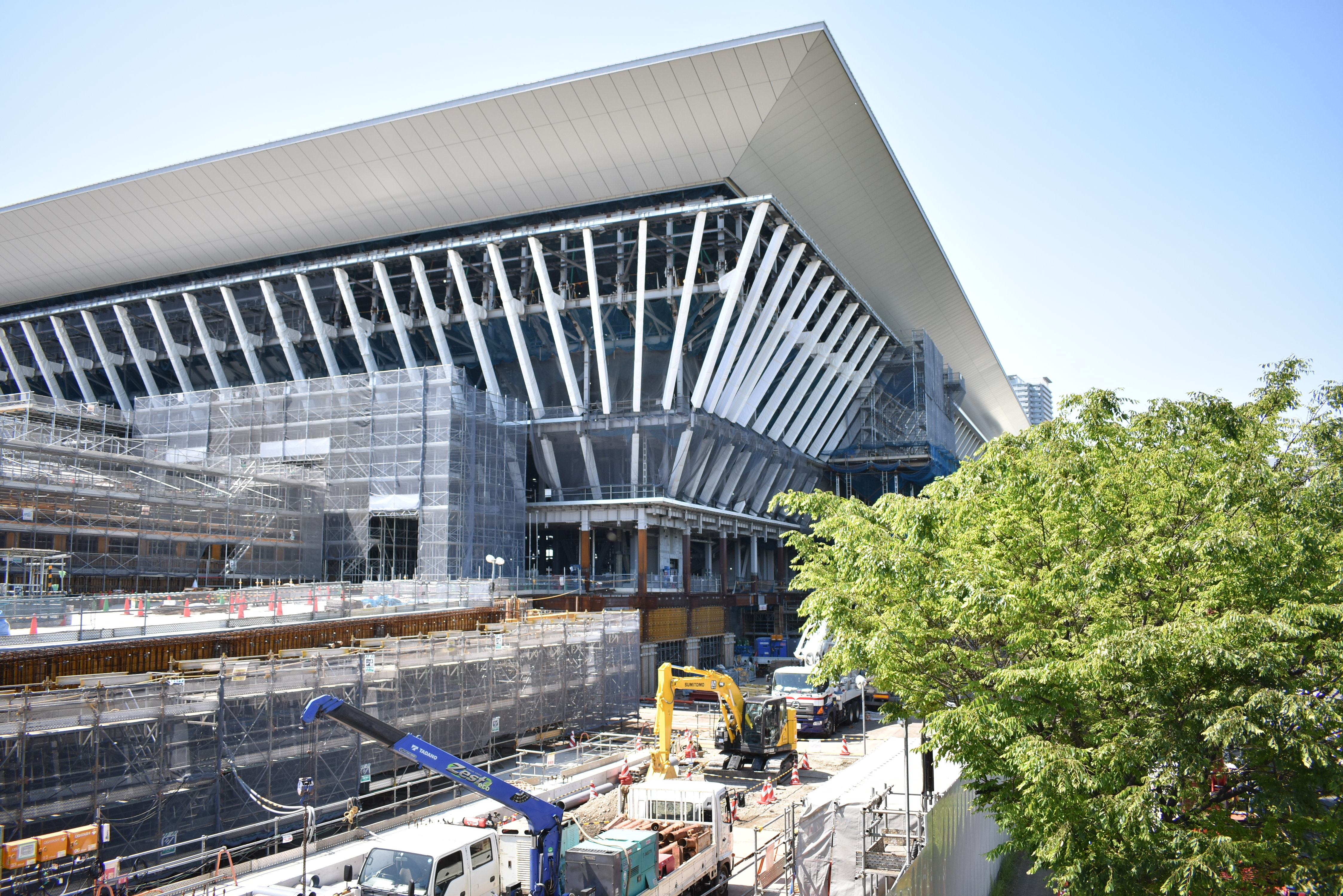
2019년 5월 23일
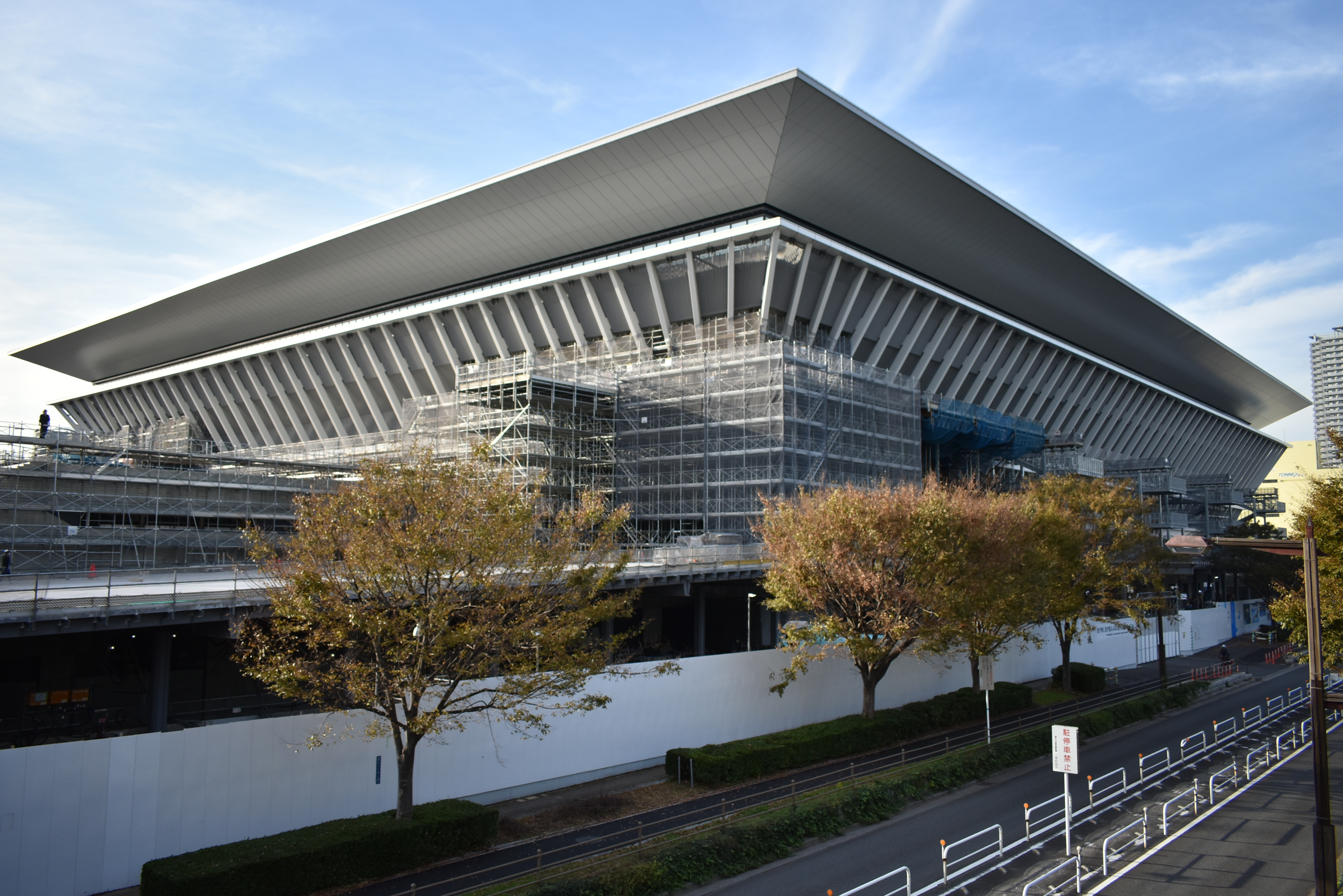
2019년 10월 23일
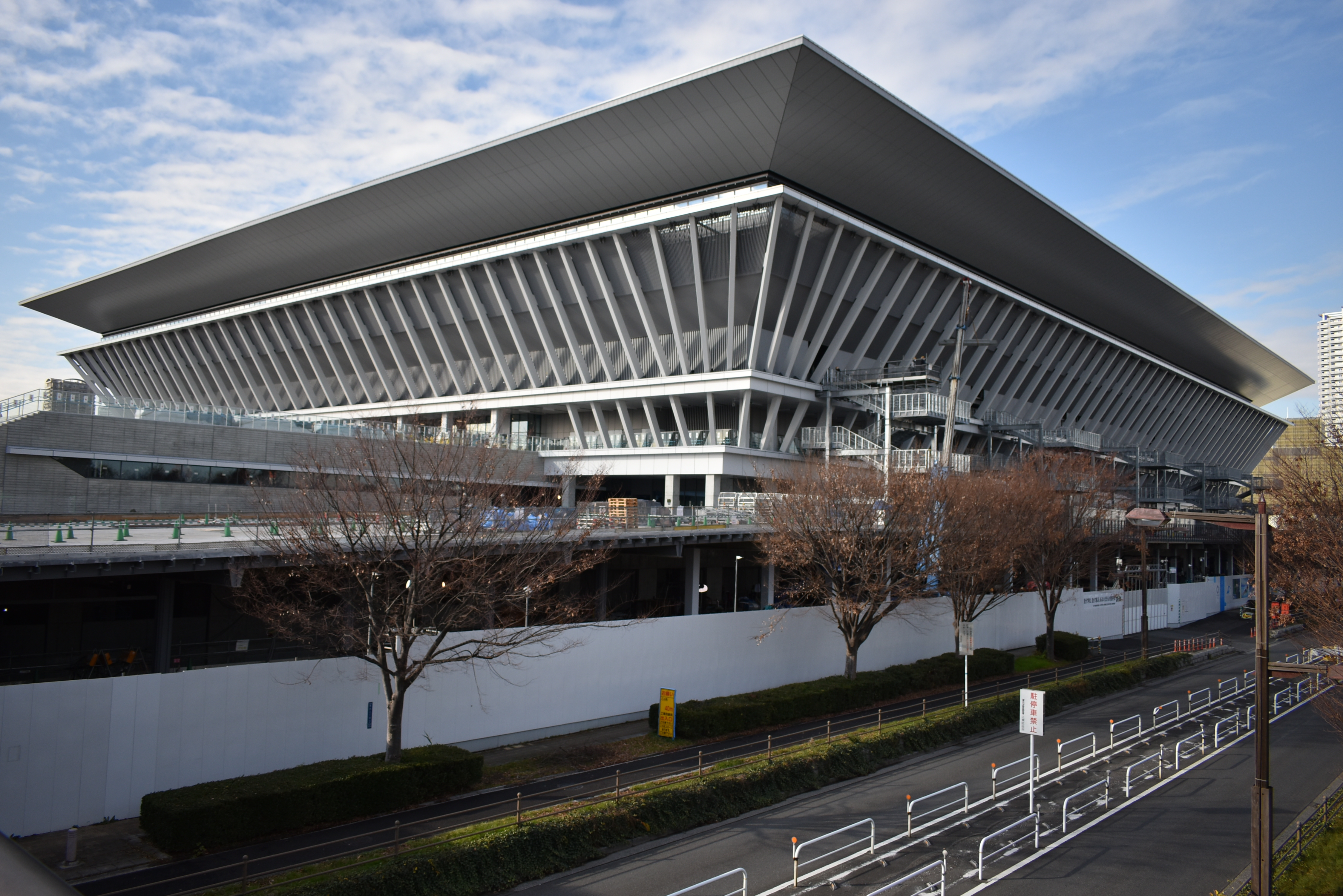
2019년 12월 23일